# رشته‌کوه کودار
رشته‌کوه کودار (روسی: Кода́р) یک رشته‌کوه در سرزمین زابایکالسکی کشور روسیه است.